# أوتو فريك
أوتو فريك هو محامي وسياسي ألماني، ولد في 21 نوفمبر 1965 في كريفلد في ألمانيا. نشط حزبياً في الحزب الديمقراطي الحر (1989 – 1989). في الانتخابات الفيدرالية الألمانية 2017، انتخب عضو في البوندستاغ الألماني عن دائرة Krefeld I – Neuss II ‏ وقد انضم خلال البوندستاغ الألماني التاسع عشر (24 أكتوبر 2017 – ) للكتلة البرلمانية جماعة الديمقراطيين الأحرار ‏ وانتخب عضو في البوندستاغ الألماني خلال فترته النيابية ‏ (17 أكتوبر 2002 – 18 أكتوبر 2005).

## وصلات خارجية
- أوتو فريك على موقع مونزينجر (الألمانية)